# Barrière minorquine

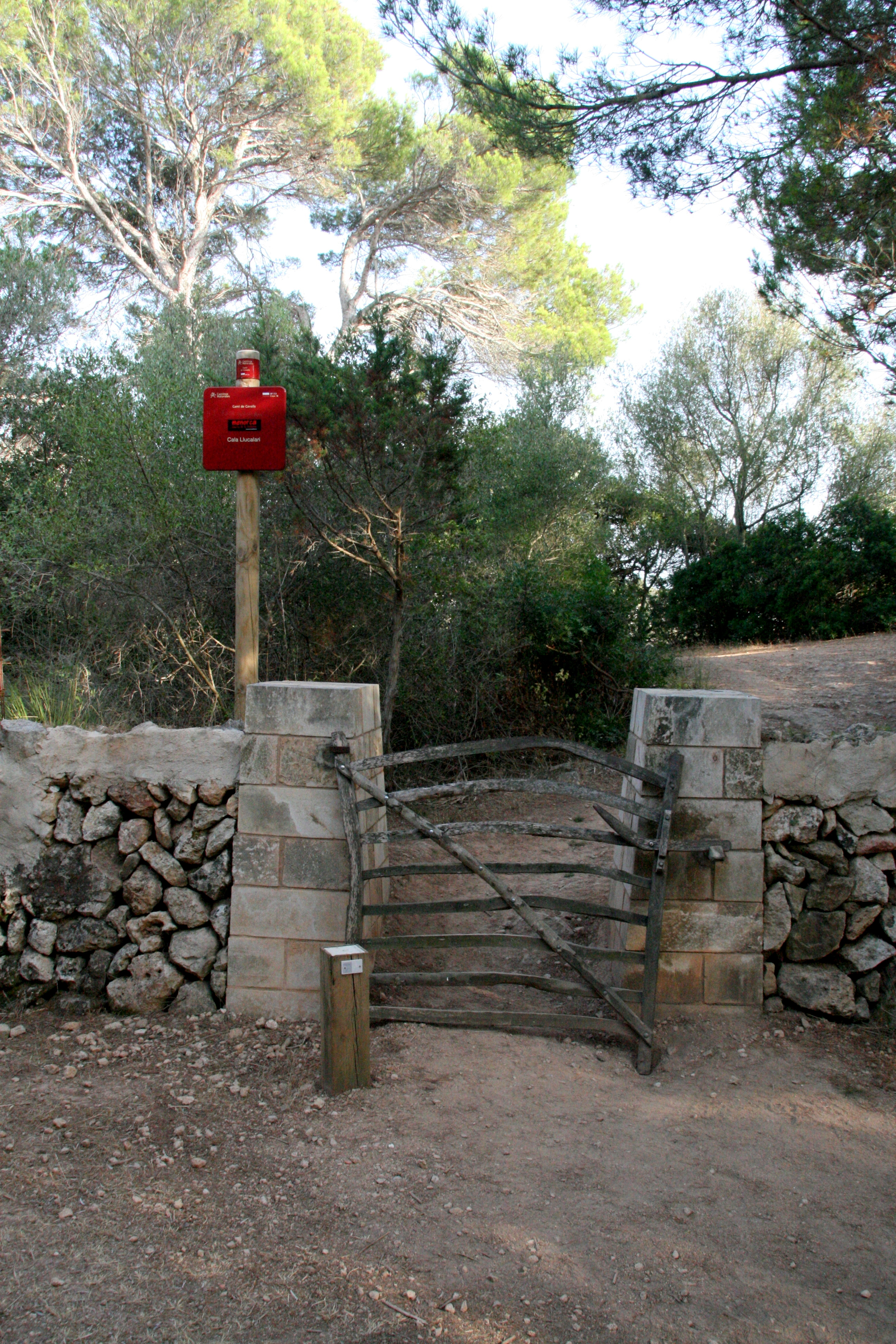
Barrière minorquine (Camí de Cavalls, accès à cala Llucalari).

Les barrières minorquines sont des portes ou portails en bois d'olivier sauvage (ullastre en minorquin) utilisées dans le milieu rural de l'île de Minorque et qui constituent un élément du patrimoine culturel de l'île. Ces barrières servent depuis des siècles pour contrôler le passage par les portells ouverts dans les murs de pierre sèche qui délimitent les tanques (chaque tanca est une enceinte approximativement carrée d'environ un hectare, close par un mur, qui constitue une parcelle d'exploitation agricole à Minorque; le paysage rural de l'île se trouve totalement quadrillé par ces murs qui bornent les tancas). Les barrières ont aussi été utilisées pour protéger l'entrée aux chemins particuliers qui mènent aux logements ruraux. Elles sont habituellement composées de huit barres horizontales.
Le processus de fabrication a toujours été artisanal, et il a été pris en charge par les araders, les artisans qui fabriquaient les outils pour les champs, parmi lesquels se trouvaient les barrières (qu'ils réalisaient aussi en bois d'olivier sauvage). Actuellement, leur usage s'est étendu au-delà du milieu rural.
L'ullastre en minorquin (Olea europaea var. sylvestris) est un olivier sylvestre. Il s'agit d'une plante thermophile ayant une grande résistance à la sécheresse, qui pousse sur les côtes méditerranéennes. Son bois est très dur et résistant, mais de croissance lente et tordu, ce qui rend difficile la mécanisation. Grâce au bois utilisé, une barrière minorquine peut durer jusqu'à quarante ans.